# Festival de la Cançó d'AfriMusic
El Festival de la Cançó d'AfriMusic (en anglès, AfriMusic Song Contest; en francès Concours AfriMusic de la Chanson) és un concurs en línia de caràcter anual, en el qual participen intèrprets representants d'algunes de les 55 nacions del continent africà, totes elegibles. Cada artista i/o compositor que resideixi permanentment en un país africà podrà participar al concurs amb una cançó original, la qual se seleccionarà a través d'un procés de selecció nacional votat pel públic i un panell de jutges.
Inspirat en el Festival de la Cançó d'Eurovisió, AfriMusic té l'objectiu d'actuar com una contrapart africana dels concursos de cançons continentals, com Eurovisió, i és la primera, i més gran, plataforma de música del seu tipus al continent, creada amb la idea de consolidar l'escriptura de cançons en la indústria de la música africana per reconèixer els talents darrere dels èxits, i així a més promoure la identitat panafricana i el sentit d'unió.
Es va celebrar per primera vegada en 2018, edició en la qual Eswatini va obtenir la primera victòria de la història del concurs amb la cançó «Sengikhona», de la cantant Symphony. Seguidament, la segona edició de l'esdeveniment, celebrada en 2019, va ser guanyada per la cantant Nonzwakazi, de Sud-àfrica, amb la cançó «Phakama Mbokodo». Actualment, el concurs s'executa en plataformes digitals i dona la possibilitat a diferents escriptors i artistes dels països d'Àfrica d'inscriure les seves cançons i participar. Després d'aquesta edició, els organitzadors van declarar que el seu objectiu era executar la final del concurs en forma d'un programa de televisió en viu, allotjat al país guanyador de l'any anterior, a més amb la implementació de votació per SMS i en línia.

## Orígens
Amb anterioritat al llançament del Festival de la Cançó de AfriMusic, van existir diversos intents de realitzar un concurs de música al continent africà. El primer intent va ser mitjançant el concurs anomenat The Song of Africa, una versió africana del Festival de la Cançó d'Eurovisió i autoritzada per la Unió Europea de Radiodifusió (UER), la qual va ser planejada per ser llançada el dia 25 de maig de 2011 a la ciutat de Johannesburg, Sud-àfrica, i amb la participació estimada de nou o deu països de l'Àfrica subsahariana. El cost aproximat d'aquest concurs rondava entre els 15 i 20 milions de rands sud-africans ($1.7-2.3 milions). Finalment, la realització del concurs va ser cancel·lada a causa dels seus alts costos.
Posteriorment, al desembre de 2014, va començar la planificació d'un concurs anomenat Africa Song en anglès, o Le Chant De L'Afrique en francès, i l'organitzador del qual va ser el grup Africa Song Holdings Limited, amb seu a Maurici. Es va planificar que cada país participant realitzaria una selecció nacional per escollir una cançó que els representés. Es va planejar també que la final del concurs es duria a terme mitjançant una producció televisiva de primer nivell, que consistiria en presentacions en viu de les cançons seleccionades per cada país, així com el Festival d'Eurovisió. Nou països confirmarien la seva participació al concurs: Benín, Burundi, la República Democràtica del Congo, Ghana, Madagascar, Nigèria, la República del Congo, Rwanda i Zàmbia, i altres deu van expressar el seu interès inicial en la competència. Eventualment va ser cancel·lat a causa de la falta de fons.
Finalment, un concurs anomenat All Africa Song Contest estava previst a la ciutat d'Addis Abeba, Etiòpia, en 2015. Va ser inicialment organitzat per Kush Communications, companyia de producció amb seu a Londres i dirigida per Zeinab Badawi. Se suposava que cada país d'Àfrica seria representat per un cantant seleccionat pel seu Ministeri de Cultura respectiu, i el programa contindria cinc eliminatòries amb cançons presentades en forma d'un vídeo pregravat i una final en viu. Les cançons de Botswana, Gàmbia, Guinea Bissau, Malaui, Ruanda, Somàlia, Sudan del Sud i Eswatini van ser triades per a la competència, la qual es diu que hauria comptat amb el suport de la UNESCO, la Unió Africana, i patrocinada per Coca-cola des de la seva etapa inicial.
Els estats àrabs d'Àfrica van tenir prèviament l'oportunitat de participar en l'anomenat Festival de la Cançó Àrab, organitzat per l'ASBU, que es va celebrar a la seva seu a Tunísia cada dos anys des de 2001 fins a 2013, i que previst per a una nova edició en 2019. En 2008, la UER va anunciar la signatura d'un acord per llicenciar el format del Festival d'Eurovisió a la companyia Nibras Mitjana de Riad, Aràbia Saudita, que se suposava havia de produir en societat amb Tanweer Group de Dubai, Emirats Àrabs Units, un equivalent del Festival d'Eurovisió per al Mitjà Orient i el nord d'Àfrica anomenat Arabian Vision, amb una possible participació de vuit o nou radiodifusores de la regió.
Algèria, Egipte, el Marroc i Tunísia actualment compten amb radiodifusores associades a la UER, la qual cosa les fa elegibles per al Festival de la Cançó d'Eurovisió. El Marroc ha estat l'únic país de la regió i del continent a participar en Eurovisió en 1980, mentre que artistes de països com Benín, Camerun, Sudan, Tunísia i Zàmbia han participat en diversos festivals de la cançó com el Festival de la Cançó de la UAR.

## Format
En iniciar l'esdeveniment a l'agost de 2017, els organitzadors van prometre que el festival seria "una meravellosa integració d'estils musicals, cultures i ètnies que reflecteixin la diversitat i els diferents estils dins del continent africà" i que "proporcionin els escriptors de cançons ja establerts i/o aspirants la plataforma per mostrar el millor del seu treball", tot amb l'objectiu principal de seleccionar la "millor cançó d'Àfrica" i de "destacar els millors compositors del continent"; un altre objectiu és també l'establiment d'"una plataforma que educarà, motivarà i farà créixer la indústria musical a l'Àfrica a través de la seva música, sessions de sala i programes d'educació industrial". El concurs es compon de cinc etapes:
- Preinscripció: Els compositors o artistes interessats han de completar els formularis de preinscripció amb les seves dades de contacte per obtenir els reglaments oficials (disponibles en anglès, francès i portuguès) i les instruccions d'enviament.
- Inscripció: Els compositors o artistes interessats han d'enviar digitalment la seva totalitat de dades, incloent: cançó completa, pista només vocal, pista instrumental, lletra de la cançó, vídeo musical de la cançó (si és disponible), imatges professionals i la biografia de l'artista, compositors de la cançó, consentiment per escrit tant de l'artista com dels compositors de les normes del concurs i una carta del despatx del segell discogràfic de l'artista (si està enllaçat a algun).
- Revisió: El comitè executiu del concurs revisa totes les cançons inscrites per assegurar-se que compleixin amb les regles. Es poden presentar un màxim de 20 cançons per cada país participant.
- Seleccions nacionals o regionals: Les cançons inscrites en la competència es publiquen en les seves plataformes digitals en forma de videos musicals, i són avaluades pels panells d'experts del jurat i el vot del públic. Cada jurat d'experts nacionals o regionals, format pel comitè executiu del concurs, ha d'incloure de tres a quatre membres clau de la indústria musical del continent africà i a un expert internacional o membre de la comunitat d'Eurovisió. Si més no, qualsevol membre del públic interessat de qualsevol part del món pot votar per qualsevol cançó en qualsevol selecció nacional o regional, el jurat d'experts corresponent vota solament a la seva regió preestablerta.
- Final: Un nombre predeterminat (aproximadament 20) de participants competeixen en la final i són jutjats de manera similar per un jurat d'experts i pel públic. El resultat de cada cançó es calcula primer per separat: la cançó que rep la majoria dels vots públics o del jurat respectivament obté 12 punts, la segona més alta, 10 punts, la tercera, 8 punts, etc, la qual cosa fa que els punts nuls siguin impossibles en AfriMusic. Després, es calcula una mitjana entre els punts derivats de la votació del jurat i els de la votació del públic per determinar el guanyador. En cas d'empat, prevaldrà la votació pública.

### Elegibilitat
Les cançons elegibles hauran de ser originals, no haver estat publicades comercialment i que no superin els 4,5 minuts de durada. Els artistes hauran de tenir almenys 18 anys d'edat i ser ciutadans o residents permanents al país participant (qualsevol dels 54 països sobirans d'Àfrica o parcialment reconeguts com el Sahara Occidental, ja que no depenen de la Unió Africana de Radiodifusió). Si va néixer a un altre país i té la doble nacionalitat, un artista pot participar al concurs que representa el país d'origen familiar. Cada compositor pot ingressar fins a 3 cançons. No es permeten cançons amb lletra de caràcter polític, amb llenguatge inacceptable o amb missatges que promocionin a qualsevol organització o institució.

## Participació

Mapa que mostra els països debutants en el Festival de AfriMusic per any.
2018
2019
2020

Vint-i-sis països han participat en la final del Festival de la Cançó d'AfriMusic des del seu començament en 2018, és a dir, que van aconseguir passar la fase de selecció nacional o regional. D'aquests, dos han guanyat el festival. Fins a l'any 2019 inclusivament, han estat inscrites un total de 131 cançons, de les quals 39 van passar la fase de selecció nacional o regional i van classificar-se per a la final. A part dels vint-i-sis països que van passar la selecció, altres 5 països van inscriure cançons en alguna edició del concurs però no han aconseguit classificar-se per a la final, entre ells estan: Guinea Equatorial, Libèria, el Marroc, Namíbia i el Senegal.
A continuació apareixen els països segons l'any en el qual van fer el seu debut:
| Any  | Països segons el seu debut |
| ---- | --- |
| 2018 | Botswana, Camerun, República Centreafricana, Txad, Costa d'Ivori, República Democràtica del Congo, Egipte, Eswatini, Etiòpia, Gabon, Ghana, Guinea, Moçambic, Nigèria, República del Congo, Sud-àfrica, Sudan del Sud, Tanzània, Zimbàbue |
| 2019 | Malaui, Ruanda, Zàmbia |
| 2020 | Burundi, Kenya, Tunísia, Uganda |

### Guanyadors

Mapa de guanyadors del Festival de la Cançó d'AfriMusic.

La següent graella mostra la llista de guanyadors i països participants en el concurs:
| Any  | Seu          | Participants | Participants | Guanyador  | Cançó             | Intèrpret  | Idioma          | Punts | Segon lloc | Data               |
| Any  | Seu          | Cançons      | Països       | Guanyador  | Cançó             | Intèrpret  | Idioma          | Punts | Segon lloc | Data               |
| ---- | ------------ | ------------ | ------------ | ---------- | ----------------- | ---------- | --------------- | ----- | ---------- | ------------------ |
| 2018 | Només Online | 19           | 19           | Eswatini   | «Sengikhona»      | Symphony   | Swazi i anglès  | 10    | Camerun    | 29 de maig de 2018 |
| 2019 | Només Online | 20           | 10           | Sud-àfrica | «Phakama Mbokodo» | Nonzwakazi | Zulu i anglès   | 10    | Moçambic   | 12 d'abril de 2019 |
| 2020 | Només Online | 30           | 15           | Nigèria    | «Yèmi»            |            | Ioruba i anglès | 12    | Nigèria    | 27 d'abril de 2020 |

#### Per país
| Victòries | País       | Anys |
| --------- | ---------- | ---- |
| 1         | Eswatini   | 2018 |
| 1         | Sud-àfrica | 2019 |
| 1         | Nigèria    | 2020 |